# Campeonato Nacional de Bangladés
El Campeonato Nacional de Bangladés fue la liga de fútbol más importante de Bangladés entre el año 2000 y 2007 y era de categoría semi-profesional.

## Historia
La liga fue creada en el año 2000 y fue la primera liga de fútbol organizada que se jugó en el país. Contó con la participación de ocho equipos, divididos en dos cuadrangulares en donde los dos primeros lugares de cada grupo jugaban una cuadrangular final para definir al campeón.
La segunda temporada se jugó con más equipos que disputaban una fase clasificatoria de eliminación directa según la ubicación geográfica en la que participaban los 48 distritos en los que estaba dividido el país hasta definir a 10 equipos que jugaban la fase nacional, los cuales se dividían en dos pentagonales en las que los dos primeros de cada grupo jugaban el llamado Super 4 para definir al campeón.
En la siguiente temporada participaron 61 equipos de todo el país divididos en seis zonas para definir a 10 clasificados a la fase final con un formato similar a la temporada anterior, pero con la diferencia de que clasificaban tres equipos por grupo y se jugó la fase final con dos triangulares, en donde clasificaban dos equipos a semifinales y una final para definir al campeón.
La siguiente temporada tuvo el inconveniente de que no participaron los equipos de Abahani, aunque jugaron con 48 equipos la fase de clasificación y a la fase final llegaron 14, de los cuales dos abandonaron la temporada. Los 12 equipos estaban divididos en dos hexagonales y los tres primeros lugares de cada grupo clasificaron a la siguiente ronda, la cual era un hexagonal para definir a los cuatro semifinalistas, los que jugaban semifinales y final para definir al campeón.
La temporada 2005/06 contó con la participación de 52 equipos en la fase de clasificación divididos en seis zonas geográficas, en donde 10 equipos jugaron la fase nacional, manteniendo un formato similar a la temporada anterior, siendo esta la última temporada de la liga ya que fue reemplazada por la Bangladesh League para el año 2007.

## Ediciones anteriores
| Temporada | Campeón                |
| --------- | ---------------------- |
| 2000      | Abahani Limited Dhaka  |
| 2001–02   | Mohammedan             |
| 2003      | Muktijoddha Sangsad KC |
| 2004      | Brothers Union         |
| 2005-06   | Mohammedan SC          |

## Títulos por equipo
| Equipo                | Títulos |
| --------------------- | ------- |
| Mohammedan SC         | 2       |
| Abahani Limited Dhaka | 1       |
| Muktijoddha SKC       | 1       |
| Brothers Union        | 1       |